# Kropywnia (obwód winnicki)
Kropywnia (ukr. Кропивня) – wieś na Ukrainie, w obwodzie winnickim, w rejonie szarogrodzkim. W 2001 roku liczyła 83 mieszkańców.